# Oeneis ochracea
Oeneis ochracea är en fjärilsart som beskrevs av Aurivillius 1888. Oeneis ochracea ingår i släktet Oeneis och familjen praktfjärilar. Inga underarter finns listade i Catalogue of Life.